# 宮崎県道232号門川港線
宮崎県道232号門川港線（みやざきけんどう232ごう かどがわこうせん）は、宮崎県東臼杵郡門川町を通る一般県道である。

## 概要

### 路線データ
- 起点：東臼杵郡門川町門川尾末（門川港）
- 終点：東臼杵郡門川町門川尾末（鳴子交差点、国道10号交点、宮崎県道229号門川停車場線起点）

## 歴史
- 1959年（昭和34年）10月6日 - 宮崎県告示第471号[1]により路線認定される。当時の整理番号は44。

## 地理

### 通過する自治体
- 東臼杵郡門川町

### 交差する道路
| 交差する道路                       | 交差する場所 | 交差する場所      |
| ---------------------------------- | ------------ | ----------------- |
| 国道10号 宮崎県道229号門川停車場線 | 門川尾末     | 鳴子交差点 / 終点 |

### 沿線
- 門川港